# Salto Angel
Salto Angel (w języku pemon: Kerepakupai Merú) – wodospad w Wenezueli, na płaskowyżu Gran Sabana. Wpada do Río Churún, dopływu rzeki Caroni. Jeden z najwyższych wodospadów na świecie, w wielu źródłach uznawany za najwyższy, choć jest to kwestionowane ze względu na wątpliwości co do poprawności pomiaru.
Jego wody wypływają z północnego stoku stoliwa Auyantepui. Wysokość wodospadu wynosi ok. 979 metrów (zależnie od źródła; także podawane 1054 m). Wysokość została ustalona przez National Geographic Society w 1949. Wodospad odkrył w 1935 roku James Angel.
Wodospad znajduje się na terenie Parku Narodowego Canaima.

## Galeria

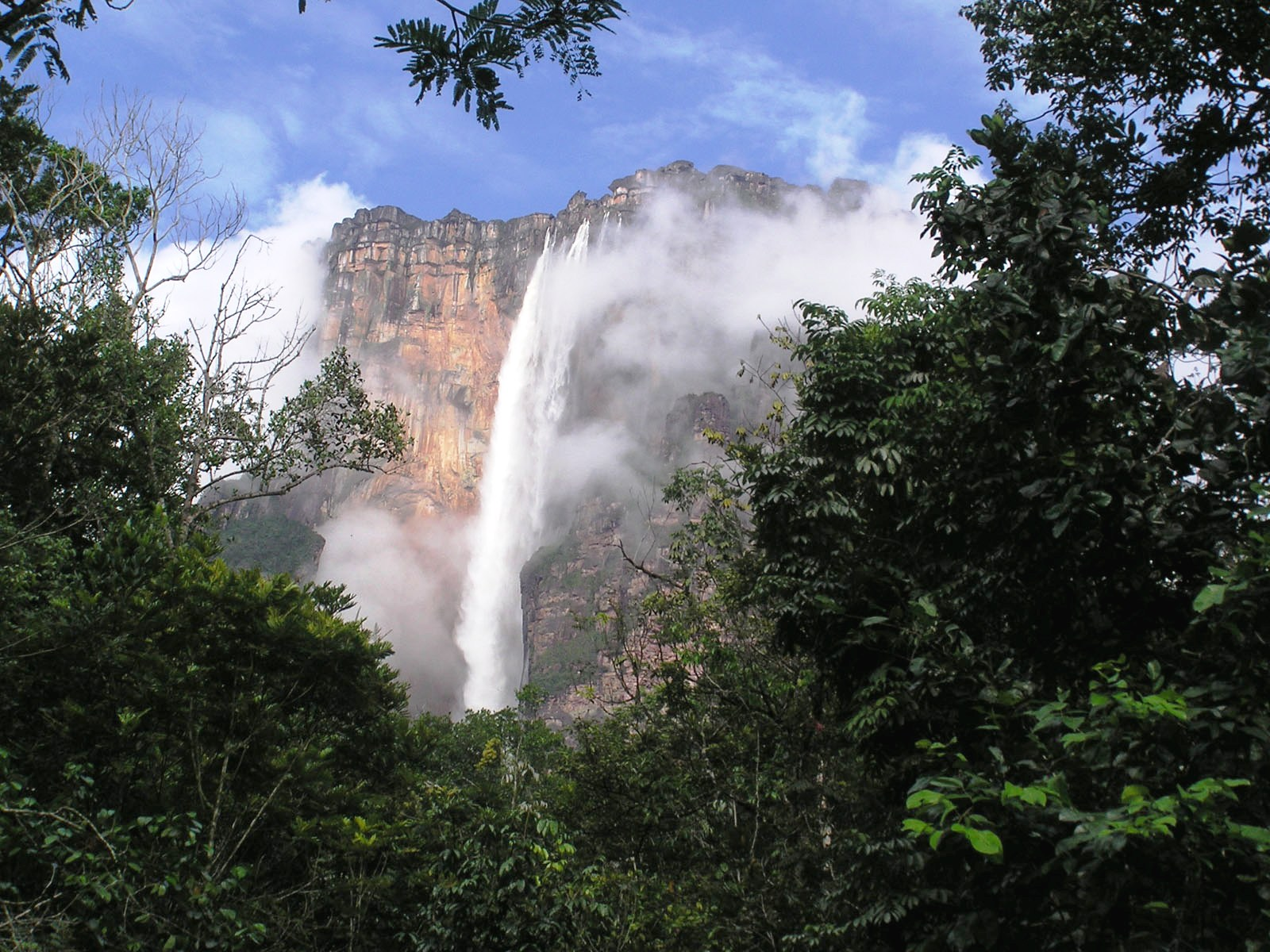
Salto Angel